# 初恋とナポリタン
『初恋とナポリタン』（はつこいとナポリタン）は、2017年7月5日に公開された日本の映画作品。

## 概要
監督・竹洞哲也と脚本家・当方ボーカル（小松公典）コンビが地方都市を舞台に女性たちの不安な心を描き、2016年12月16日に『弱腰OL 控えめな腰使い』のタイトルで成人映画として公開。翌年に開催された第29回ピンク大賞で優秀作品賞を獲得。
2017年7月5日にはR15作品として再編集し、『初恋とナポリタン』のタイトルに改められ「OP PICTURES+ フェス 2017」の一本として一般上映された。
劇中の地方都市「大里」の風景はおもに埼玉県深谷市で撮影されており、パッヘルベルの「カノン」が印象的な挿入歌として使用される。なお撮影時のシナリオタイトルは「恋のぬかるみ」であった。

## ストーリー
高校卒業後も地元にとどまり、タウン情報誌「大里CLiPS」でデザイナーの仕事をしている布野桐子。過去のつらい恋愛経験も手伝い、積極的に前に出ることができず、仕事一筋、その仕事も輝かしい未来が待っているというわけでもなく平平凡凡に30代半ばを迎えつつあった。ある日、桐子は同僚・日出美の行きつけの喫茶店で、元高校教師だという常連客・陽介と出会う。いつもナポリタンを食す陽介との会話は愉しく、陽介に会うため、同じ時間にナポリタンを食べに行くようになった。この気持ちは恋なのか、何なのか。もどかしい現実を忘れるため、彼女は今日も夜を歩く。

## キャスト
布野桐子
演 - 辰巳ゆい
地域誌の編集デザイナー。控えめで恋路の経験も少ない30代。
原日出美
演 - しじみ
桐子の同僚で同じ編集部のライター兼カメラマン。積極的な性格で、恋も多いが仕事もこなす。かつては有名雑誌の編集者だった。
大須木乃美
演 - 加藤ツバキ
桐子の高校時代の同級生。主婦。同窓会でかつて振られた亘と再会する。
野田佳代
演 - 和田光沙
地域誌編集長。桐子、日出美の上司だが部下にも夫にも強く言えない性格で、いつも小声で愚痴をこぼしている。
鮫川陽介
演 - 那波隆史
喫茶店の常連客。元高校教師で早期退職したのだという。
熊野真人
演 - 山本宗介
地域で有名な若手シェフ。
雲井亘
演 - 吉田俊大
木乃美の同級生。高校時代に木乃美を振ったことがある。
喫茶店マスター
演 - 森羅万象
ナポリタンが評判のマスター。
元カレ
演 - 橘秀樹
桐子の高校時代の彼氏。

## スタッフ
- 監督：竹洞哲也[7]
- 脚本：当方ボーカル
- 撮影監督：創優和
- 編集：有馬潜
- 助監督：小関裕次郎
- スチール：阿部真也
- 音楽：與語一平
- 録音：山口勉
- 整音：高島良太
- 監督助手：左夏子
- 撮影助手：高橋章太
- 制作：Blue Forest Film
- 配給：オーピー映画